# Politiezone Rivierenland
De Politiezone Rivierenland (zonenummer 5913) is een Belgische politiezone bestaande uit de gemeenten Bornem, Mechelen, Puurs-Sint-Amands en Willebroek. De politiezone behoort tot het gerechtelijk arrondissement Antwerpen. De politiezone ontstond op 1 januari 2023 uit een fusie van de politiezones Mechelen/Willebroek (5906) en Klein-Brabant (5356). De politiezone Rivierenland is na Antwerpen en Gent de derde grootste van Vlaanderen.
De zone heeft drie commissariaten:

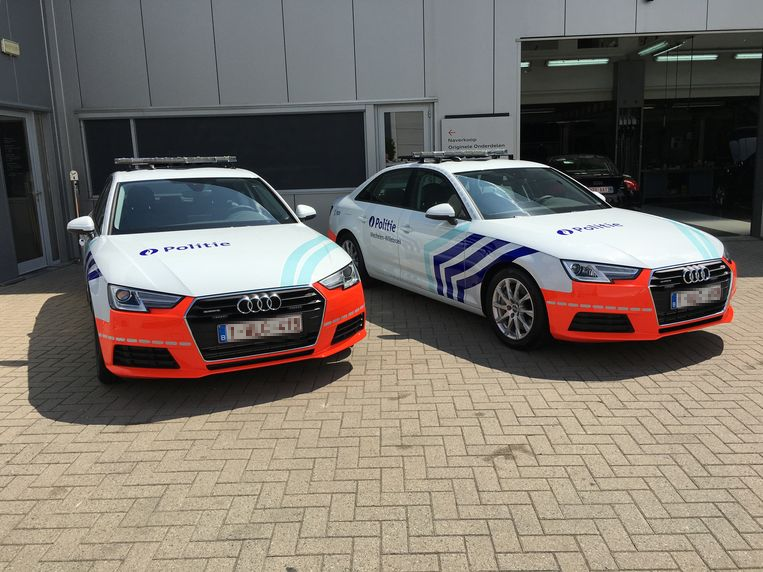
Voertuigen van de lokale politie

- Politiepost Klein-Brabant: Puursesteenweg 389, Bornem
- Politiepost Mechelen: Frederik de Merodestraat 88, Mechelen
- Politiepost Willebroek: Pastorijstraat 10, Willebroek

Het Mechels stadsbestuur besliste in 2025 een nieuw politiecommissariaat te willen bouwen.